# Egan-Sud
Egan-Sud es un municipio canadiense situado en la provincia de Quebec.

## Superficie
Egan-Sud tiene una superficie de 49,82 km².

## Demografía
En 2021, tenía 508 habitantes, una densidad poblacional de 10,2 hab./km², y 258 viviendas.